# Markwart IV.
Markwart IV. von Eppenstein (* 1010/20; † 1076) war Graf im Viehbachgau, 1039 Graf in Kärnten, 1070 Markgraf von Istrien-Krain und (fraglich:) Herzog von Kärnten von 1073 bis 1076.

## Leben
Er war der älteste Sohn des Herzogs Adalbero von Kärnten († 1039) aus dem Hause der Eppensteiner und der Beatrix von Schwaben, Tochter von Herzog Hermann II.
1039, nach dem Tode Kaiser Konrads II., bekamen die Eppensteiner von König Heinrich III. alle 1035 konfiszierten Eigengüter zurück und Markwart IV. war als Graf in Kärnten der eigentliche Kärntner Herrscher. Ca. 1065 gründete er die Burg Treffen etwa 10 km nördlich von Villach. Er wurde 1070 Markgraf von Istrien-Krain, zog 1072 mit König Heinrich IV. gegen Ungarn und wurde nach Absetzung des Zähringer Herzogs Berthold Ende 1072 Herzog von Kärnten. 1074 wurde er Vogt von Aquileia, zwischendurch war er auch Vogt von Brixen (1067). Er gründete das Stift St. Lambrecht, übernahm dessen Vogtei und starb 1076.
Markwart und seine Gemahlin Liutbirg sind laut einer im Stifte St. Lambrecht fortbestehenden Überlieferung in der Kirche zu St. Martin im Greut (Greith), östlich von Neumarkt, begraben. Dort hätte Liutbirg ein Frauenkloster gestiftet. 

## Ehe und Nachkommen
Markwart war ab 1045/50 verheiratet mit Liutbirg, Tochter des Grafen Liutold II. von Plain, † vor 1103. Der Ehe entsprossen:
- Liutold (* um 1045/50; † 12. Mai 1090)
- Heinrich III. (* um 1050; † 4. Dezember 1122)
- Markwart († vor 16. Juni 1076)
- Ulrich († 21. Dezember 1121), Abt von St. Gallen (1077), zusätzlich Patriarch von Aquileia (1085)
- Hermann (* um 1055; † 1087), (Gegen-)Bischof von Passau (1085–1087)